# Hamburger Konservatorium
Das Hamburger Konservatorium ist die älteste, heute noch existierende Musikausbildungsstätte Norddeutschlands. Träger ist Freunde und Förderer des Hamburger Konservatoriums e. V.

## Geschichte
Das Hamburger Konservatorium wurde 1908 als Klaer'sches Konservatorium für Musik im damals preußischen Blankenese gegründet. Seit 2024 ist der Hauptsitz des Hamburger Konservatoriums im Quartier Kolbenhöfe in Hamburg-Bahrenfeld im dafür neu gebauten Haus, besonders zugeschnitten auf die Arbeit von Musikschule, Kita, Musikstudium und Konzertveranstaltungen. Zuvor, von 1977 bis 2024 hatte das Hamburger Konservatorium seinen Sitz in einem extra für das Konservatorium konzipierten Gebäude unmittelbar am S-Bahnhof des teilweise ländlich geprägten Stadtteils Hamburg-Sülldorf. Seit 2013 betreibt das Hamburger Konservatorium eine Außenstelle im ehemaligen Haus der Jugend Flachsland in Barmbek-Süd. Weitere Außenstelle ist das Goßlerhaus.
Lange bevor es die Musikhochschule Hamburg gab, wurde das Konservatorium – insbesondere durch einige Dozenten – populär. 
Es ist eines der größten privaten Ausbildungsinstitute für Musik in der Bundesrepublik Deutschland und vereint unter einem Dach eine Akademie (Musikstudium), eine Musikschule (Laienausbildung) und ein Fortbildungs- und Veranstaltungszentrum.
Das Konservatorium arbeitet mit folgenden Einrichtungen eng zusammen: Musikhochschule Hamburg (HfMT), Landesmusikakademie Hamburg, Landesmusikrat Hamburg, Jugend musiziert und Staatliche Jugendmusikschule Hamburg.

## Studiengänge
- Studiengänge

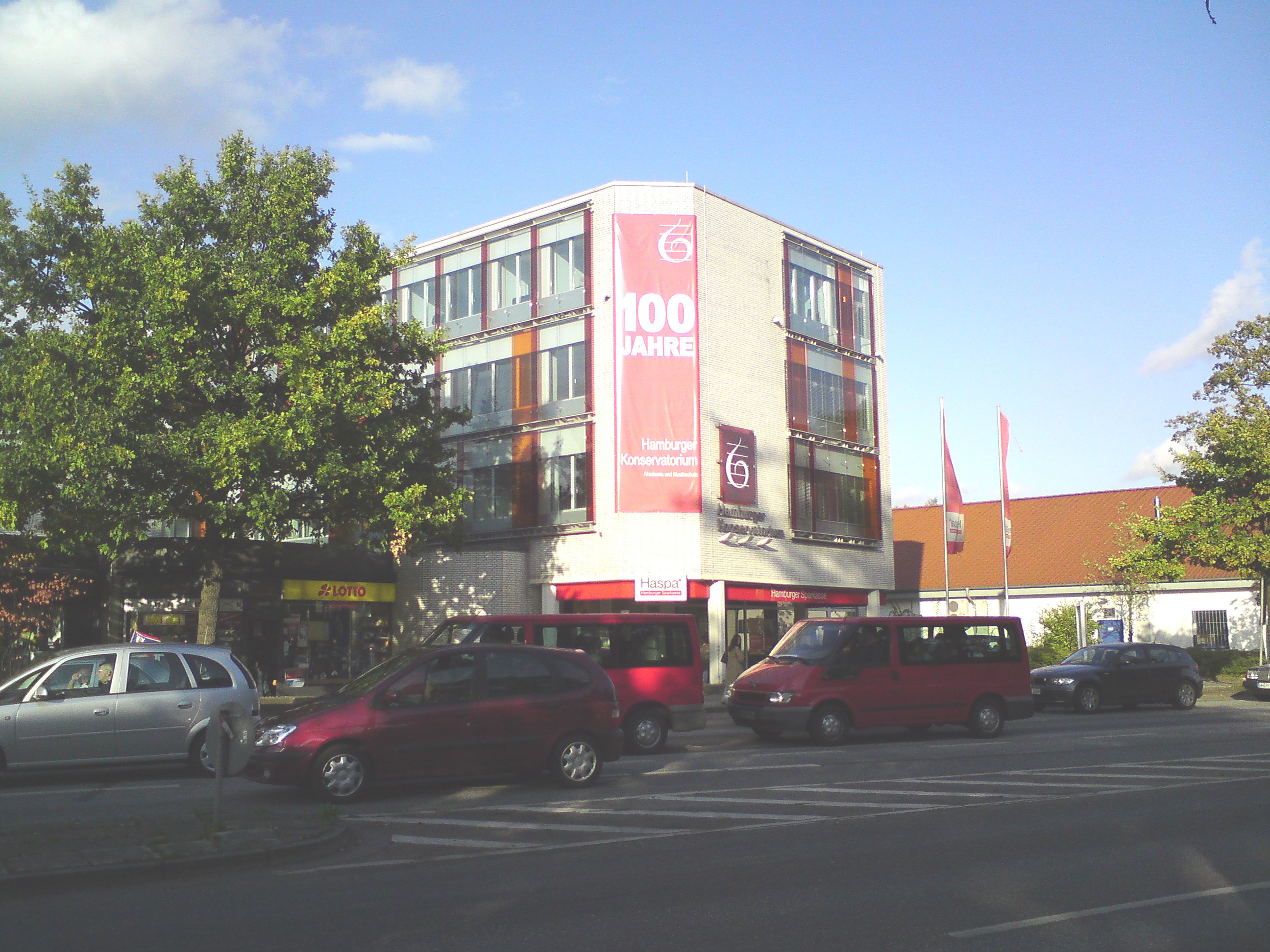
Ehemaliges Gebäude des Konservatoriums an der Sülldorfer Landstraße.

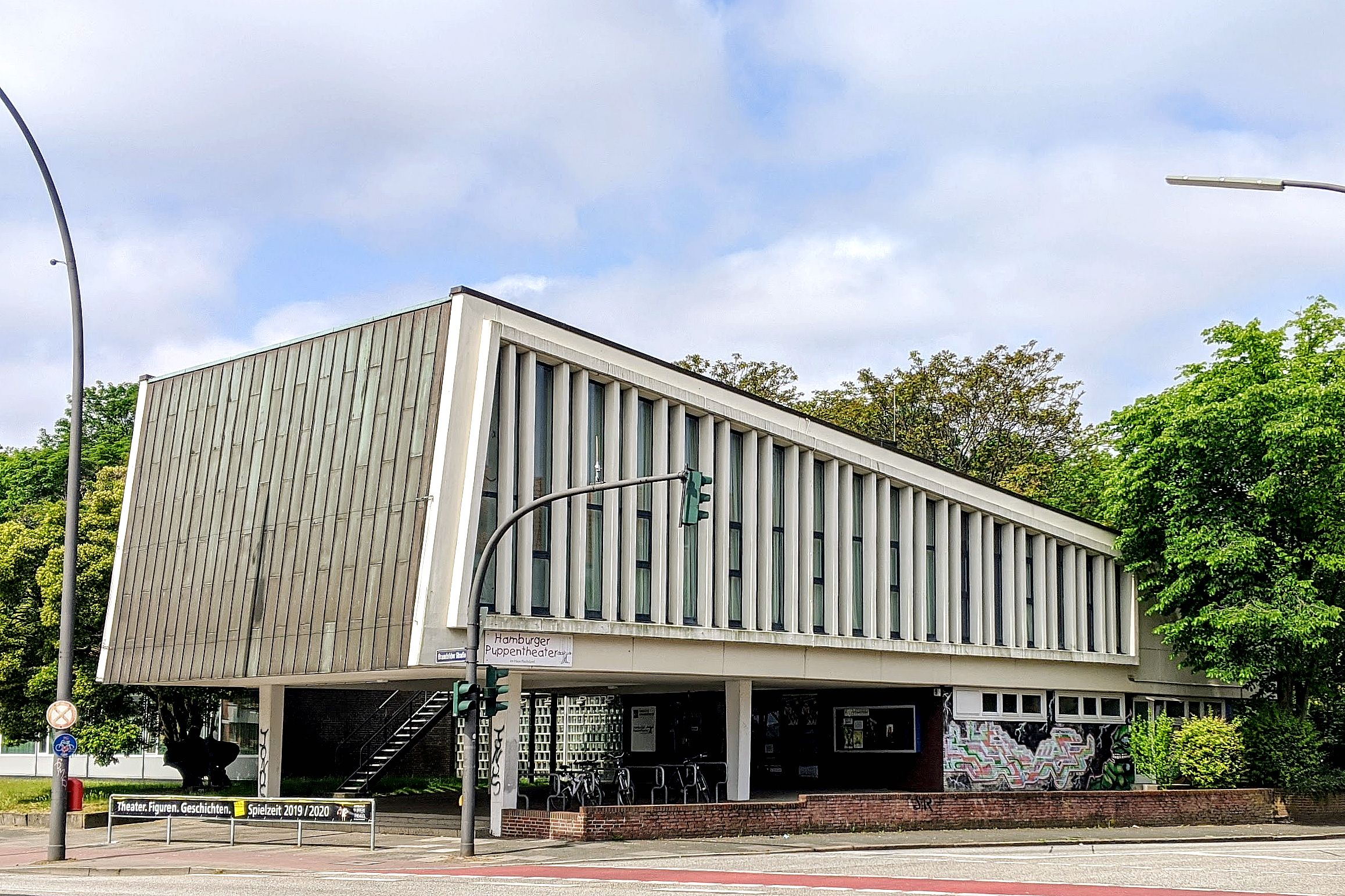
Das Hamburger Konservatorium teilt sich das ehemalige Haus der Jugend Flachsland an der Bramfelder Straße in Barmbek-Süd mit dem Hamburger Puppentheater.

  - Diplom Musikerziehung (DME) in Zusammenarbeit mit der Musikhochschule Hamburg
  - Künstlerisches Grundstudium
  - Aufbaustudium mit Abschlusskonzert
  - Künstlerische Reife (KR)
  - Jazz Bachelor-Studium Musik in Praxis und Lehre

- Außerdem
  - Jungstudenten/Begabtenförderung
  - Studienjahr für ausländische Studierende (Japaner/Koreaner/Chinesen/Studenten aus GUS-Ländern)